# Stazione di Inage
La Stazione di Inage (稲毛駅?, Inage-eki) è una stazione ferroviaria situata nel quartiere di Inage-ku della città giapponese di Chiba, nella prefettura omonima, che serve le linee Chūō-Sōbu e Sōbu Rapida della JR East.

## Linee
- East Japan Railway Company
  - ■ Linea Chūō-Sōbu
  - ■ Linea Sōbu Rapida

## Struttura
La stazione è dotata di due banchine centrali a isola con quattro binari su viadotto.
| 1 | ■ Linea Chūō-Sōbu   | per Chiba                                   |
| 2 | ■ Linea Chūō-Sōbu   | per Funabashi, Akihabara, Shinjuku e Mitaka |
| 3 | ■ Linea Sōbu Rapida | per Kinshichō, Tokyo, Yokohama e Kurihama   |
| 4 | ■ Linea Sōbu Rapida | per Chiba                                   |

## Stazioni adiacenti
| «                             | Servizio        | »               |
| Linea Chūō-Sōbu               | Linea Chūō-Sōbu | Linea Chūō-Sōbu |
| ----------------------------- | --------------- | --------------- |
| Shin-Kemigawa                 | Locale          | Nishi-Chiba     |
| Linea Sōbu Rapida             |                 |                 |
| Funabashi                     | Rapido          | Chiba           |
| Il rapido pendolari non ferma |                 |                 |